# 過剰貯蓄仮説
過剰貯蓄仮説（かじょうちょちくかせつ、英: Global Saving Glut）とは、経常収支黒字国の貯蓄比率が投資比率を上回っており、それが世界的な経常収支不均衡（グローバル・インバランス）を引き起こしているのだという説。アメリカの中央銀行、連邦準備制度理事会の議長であったベン・バーナンキの2005年のバージニア州リッチモンドでの講演によって提唱された。アメリカは90年代から近年まで巨大な経常収支赤字を続ける一方で、中国や韓国などのアジアや産油国、ドイツ等の国は巨大な経常収支黒字を計上しており、世界的に経常収支不均衡が生じている（図を参照）。この世界的な経常収支不均衡を説明するために、過剰貯蓄仮説が発表された。過剰貯蓄仮説の背景にはISバランス論がある。
ISバランス論からすれば、「貯蓄と投資の差」は「純輸出」に等しい。つまり、ISバランス論を前提とすれば、産油国とアジアの国々（特に中国）の大きな経常収支黒字の背景には過剰な貯蓄があるはずだ、というのがバーナンキの過剰貯蓄仮説である。しかし、Felipe et al(2006)や山本(2010)は経常収支不均衡の原因は過剰な貯蓄ではなく過小な投資(Investment drought)であると指摘している。過剰貯蓄仮説が正しいとすると、世界的な経常収支不均衡は、経常収支赤字国のアメリカではなく、経常収支黒字国の国内問題であるという結論が導き出される。

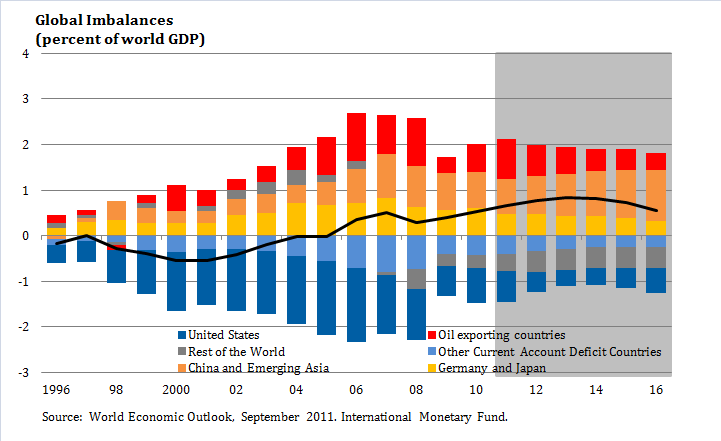
世界的な経常収支不均衡。特に産油国とアジアの経常収支黒字が大きい。

## 開放経済における国民所得会計の恒等式
一国の生産水準をYとする。輸入をIM、輸出をEX、消費をC、投資をI、政府支出をGとする。すると、支出面から見たGDP（国内総生産）=Yとすると、Yは次のような恒等式で表わされる。
{\displaystyle Y=C+I+G+(EX-IM)}
(EX－IM)は純輸出と呼ばれる。
ここで、租税をTとして上記の式を変形すると
{\displaystyle (Y-T-C)+(T-G)-I=EX-IM}
となる。(Y-T-C)は民間貯蓄であり、(T-G)は政府貯蓄であるから、貯蓄をS(=民間貯蓄＋政府貯蓄)とすると
{\displaystyle S-I=EX-IM}
となる。つまり、純輸出(EX-IM)の大きさは貯蓄と投資の差に等しい。すなわち、ISバランスからすれば、経常収支黒字とは貯蓄超過を意味しており、ここで超過した貯蓄は外国の投資を賄うために貸し付けられているのだと解釈することができる。つまり、ISバランスにおける過剰貯蓄は対外資産の増加あるいは対外負債の減少を意味する。経常収支赤字とは、ISバランスにおける過剰投資を意味しており、不足した分の貯蓄は海外から借り入れているのだと解釈できる。つまり、ISバランスの過剰投資は対外資産の減少もしくは対外負債の増加を意味している。
現実の世界的な経常収支不均衡では、ISバランスを前提とすると、産油国や中国をはじめとしたアジアの国などの経常収支黒字国の慢性的な黒字は、バーナンキの主張するように産油国やアジアの過剰貯蓄か、あるいはFelipe et al(2006)や山本(2010)の主張するように産油国やアジアの過小投資が原因となる。